# Premocar 4-80
Der Premocar 4-80, war ein nur im Modelljahr 1921 gebauter US-amerikanischer Oberklasse-Sportwagen der obersten Preisklasse. Herstellerin war die 1919 aus der Preston Motor Car Company hervorgegangene Preston Motors Corporation. Er war das historisch bedeutendere von zwei verwandten Modellen und wurde von einem ursprünglich für den Rennsport gebauten Vierzylindermotor Rochester-Duesenberg angetrieben. Gelegentlich findet sich die Bezeichnung Premocar Special.

## Modellgeschichte
Der 4-80 ist vom Ende 1920 eingeführten Premocar 6-40A abgeleitet, mit dem er bis auf den Motor identisch ist. Einige dieser Mittelklassewagen wurden 1921 mit einem vom Rennsport abgeleiteten, deutlich stärkeren Rochester-Duesenberg Vierzylindermotor ausgestattet und gelangten als Premocar 4-80 zum zweieinhalfachen Preis des 6-40A in den Verkauf. Die Rochester Motors Company, Inc. in Rochester (New York) hatte 1919 von der in Auflösung begriffenen Duesenberg Motor Company (DMC) Produktionsmittel und Rechte an einem Rennmotor, den Fred und August Duesenberg seit 1912 perfektioniert hatten. Er wurde von mehreren kleineren Luxuswagenherstellern zwischen 1920 und 1926 verwendet. Eine Liste dieser Fahrzeuge findet sich im Anhang.

## Technik
Beim 4-80 handelt es sich um eine deutlich stärkere Version des Mittelklassewagens 6-40A. Anstelle des ohv-Sechszylinders von Falls mit 35 bhp (26,1 kW) wurde ein Hochleistungs-Vierzylindermotor von Rochester-Duesenberg mit 70 bis 76 bhp (52,2–56,7 kW) verwendet.
Premocar 6-40A und Premocar 4-80 hatten ein konventionelles Fahrgestell und Heckantrieb.

### Motor
Wegen seiner historischen Bedeutung für die Marke Duesenberg ist der verwendete Rochester-Duesenberg Model G-3 recht gut dokumentiert. Er war die erste und kleinere Version dieses ursprünglich bei der Duesenberg Motors Corporation (DMC) für den Rennsport entwickelten Motors. Der Hersteller hatte Maschinen und Rechte daran 1919 an die Rochester Motors Company, Inc. verkauft. Mit Hilfe von Fred S. Duesenberg, der schon für den originalen Entwurf verantwortlich gewesen war, wurde das Triebwerk in wichtigen Punkten überarbeitet. Die Walking-Beam-Ventilsteuerung mit überlangen Kipphebeln wurde in geänderter Form beibehalten. Dazu gehörte auch ein neuer Zylinderkopf mit acht statt 16 Ventilen, die auch neu ausgerichtet waren. Ein neues Kurbelwellengehäuse mit tieferer Wanne ermöglichte es, die Nockenwelle höher im Gehäuse anzubringen, wodurch die langen Kipphebel (Walking Beam) kürzer gehalten werden konnten.
Der Hubraum dieses Motors beträgt 301.579 c.i. (4942 cm³) bei einer Bohrung von 4 Zoll (101,6 mm) und einem Hub von 6 Zoll (152,4 mm). Für den Premocar 4-80 wird eine Leistung von 70–76 bhp (52–57 kW) vermerkt. Das auf die Zylinderbohrung abgestellte N.A.C.C.-Rating beträgt 25,6 HP.

### Kraftübertragung
Der Motor war vorne angebracht. Leider sind nur unvollständige Daten verfügbar. Die Kraft wurde über ein Dreiganggetriebe (zeittypisch wohl mit unsynchronisierten Gängen) und Kardanwelle auf die Hinterachse übertragen.

### Fahrgestell und Aufhängung
Das Fahrzeug hatte einen vorne liegenden Motor. Es ist bekannt, dass der 4-80 eine stärkere Ausführung des 6-40A war und das Fahrgestell weitgehend diesem Modell entsprochen haben dürfte. Daher kann von einem konventionellen Leiterrahmen mit Starrachsen ausgegangen werden. Der Radstand wird meist mit 117 Zoll (2972 mm) angegeben; eine einzelne Quelle nennt 127 Zoll (3226 mm).
Für den Premocar 6-40A ist ein Radstand von 117 Zoll nachgewiesen. Auch zur Bremsanlage gibt es Angaben. Sie dürfte jener des 4-80 entsprochen haben, belegt ist dies indes nicht. Vorderradbremsen kamen erst Mitte der 1920er Jahre auf und waren zunächst umstritten. Auch die Bremsen des 6-40A wirkten nur auf die Hinterachse, wobei die Betriebsbremse als Außenbacken-Trommelbremse ausgeführt war und die Handbremse mit Innenbacken. Eine hydraulische Unterstützung wird nicht erwähnt und wäre unüblich gewesen.
Alle Premocar hatten 32-Zoll-Felgen, die Reifen des 8-40 waren aber mit der Dimension 32 × 4½ Zoll ein Zoll breiter als jene des 6-40A von 1921. Ob weitere Anpassungen von Fahrgestell und Aufhängung an die höhere Motorleistung des 4-80 vorgenommen wurden, ist nicht bekannt. Üblicherweise wurden die Blattfedern an der Vorderachse auf das Gewicht des Motors abgestimmt.

### Karosserien
Die Herkunft der Karosserien ist unbekannt. Oft wurden sie von spezialisierten Betrieben zugekauft, andere wie etwa Maibohm Motors oder die Handley-Knight Company waren selber für deren Herstellung eingerichtet. Aufbauten bestanden zu dieser Zeit üblicherweise aus einem Holzgerippe mit Blechbeplankung.
Für den Premocar 4-80 stand nur eine Karosserieversion zur Verfügung. Je nach Quelle handelte es sich dabei um einen viersitzigen „Sport“, womit üblicherweise ein Torpedo gemeint ist, oder einen fünfsitzigen Touring; letzterer nach der gleichen Quelle, die das 127 Zoll-Fahrgestell anführt und zu einem sehr hohen Listenpreis von US$ 6100,-. Das entspricht etwa dem dreieinhalbfachen eines 6-40A Touring. Allerdings nennt diese Quelle an anderer Stelle US$ 3865,-.
Die unterschiedlichen Angaben sind erklärbar weil es keine aussagekräftigen Abbildungen des Fahrzeugs gibt.

## Modellübersicht
| Modell | Bj.  | Motorenhersteller, -bauform, Ventilsteuerung | Hubraum                 | Leistung        | Radstand Zoll / mm                  | Karosserie                      |
| ------ | ---- | -------------------------------------------- | ----------------------- | --------------- | ----------------------------------- | ------------------------------- |
| 4-80   | 1921 | Rochester-Duesenberg G-3, R4, Walking Beam   | 301,6 cu in (4.942 cm³) | 76 PS (55,9 kW) | 117 in (2.972 mm) 127 in (3.226 mm) | Sport, 4 Sitze Touring, 5 Sitze |

Aufgrund von Rundungen in den Quellen kann es bei der Berechnung des Hubraums zu Scheingenauigkeit kommen.
Die Angaben in dieser Tabelle wurden aus mehreren Quellen zusammengestellt und teilweise umgerechnet.

## Produktionszahlen
Die Automobilhistoriker Beverly Rae Kimes und Henry Austin Clark, jr. nennen eine Zahl von insgesamt 563 gebauten Premocar-PKW, davon 223 im Modelljahr 1921. Die Produktion des 4-80 war minimal; Fred Roe schätzt sie auf 5 bis 20 Fahrzeuge.

## Motorsport
Die Rennfahrer Bob Robinson, Laurie Stone und Ralph Hankinson hatten in den Südstaaten begrenzte Erfolge auf Premocar 4-80. Statistische Details fehlen indes. Robinson fuhr 1928 und 1929 Rennen auf Duesenberg.

## Der Premocar 4-80 heute
Es sind keine existierenden Premocar-Fahrzeuge bekannt.

## Fahrzeuge und Fahrzeugmarken mit Rochester-Duesenberg Motor

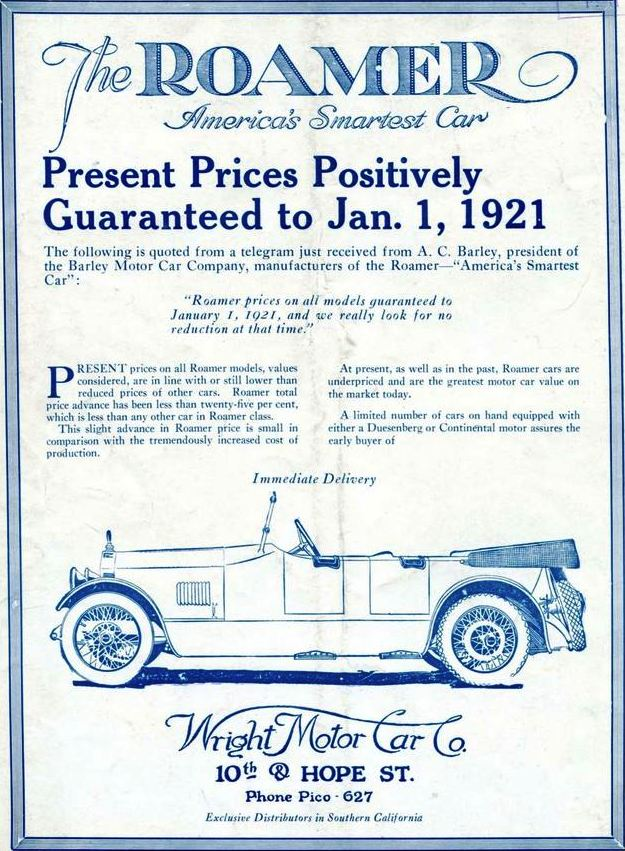
Roamer Model D4 Touring mit Rochester-Duesenberg Vierzylindermotor (1920).

- Argonne, Jersey City, (New Jersey); 1919-1920.[11]
- Colonial (Chicago, Illinois) 1921; Unternehmen von John D. Hertz übernommen; vgl. Shaw.[12][13]
- Kenworthy (Mishawaka, Indiana); 1920-1922.[14]
- Meteor (Philadelphia, Pennsylvania); 1919–1922.[15]
- Revere Motor Car Corporation (Logansport, Indiana); 1918-1926.[16]
- Richelieu Motor Car Corporation, Asbury Park (New Jersey); 1921-1922.[17]
- Roamer Motor Car Company, Kalamazoo (Michigan), Streator, Illinois und Toronto (Kanada); 1916-1929.[18]
- Shaw (Chicago, Illinois) 1920-1921; Unternehmen von John D. Hertz.[12]
- Schutte Special; Einzelstück der Schutte Body Corporation (Lancaster, Pennsylvania).[19]
- Wolverine (USA, Kalamazoo, Michigan); nur Prototyp.[20][19]

Genannt, aber nicht zweifelsfrei nachweisbar werden:
- Mercury (USA, Cleveland, Ohio); 1920.[21]
- Shad-Wyck (Chicago, Illinois); nur Planung.[22]

Ein erhalten gebliebenes Fahrzeug, das in älterer Literatur irrtümlich der Marke Biddle (Philadelphia, Pennsylvania; 1915-1922). zugeordnet worden ist, wird nun als Argonne gesehen.

## Literatur

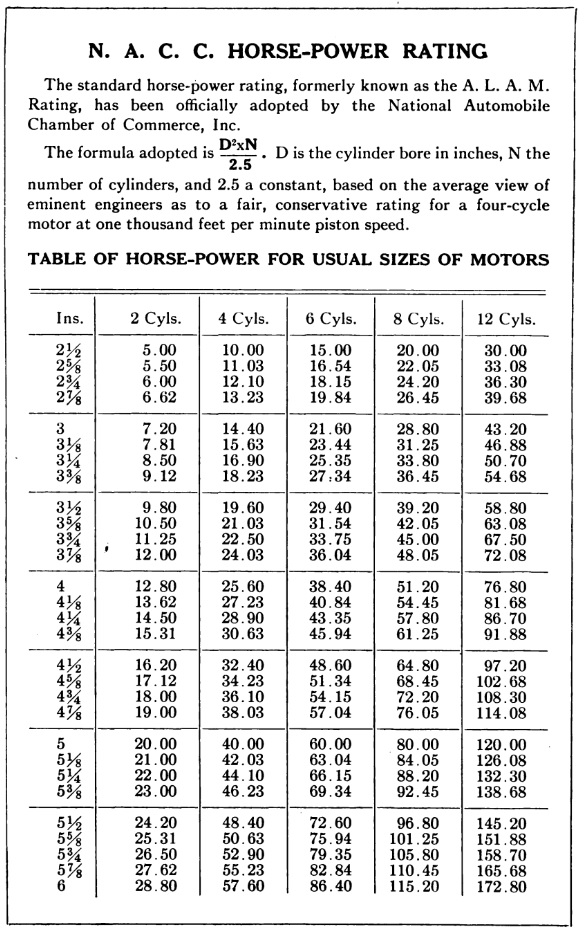
N.A.C.C.-Rating.